# Klasztor boromeuszek w Świętochłowicach
Klasztor ss. boromeuszek w Świętochłowicach, położony przy ul. Kubiny, składa się z domu zakonnego, domu pomocy społecznej, kaplicy i ogrodu.

## Historia
W październiku 1892 r., na prośbę księdza Pawła Lukaszczyka – proboszcza parafii pw. św. Barbary w Królewskiej Hucie (dzisiejszy Chorzów), cztery siostry zamieszkały w domu pewnej rodziny na terenie parafii pw. Piotra i Pawła w Świętochłowicach. 
W 1897 r., na zakupionej wcześniej działce, wybudowano klasztor pod nazwą „Zgromadzenie świętego Karola”. Prace budowlane prowadził mistrz murarski Adamiecki. W 1898 r. proboszcz parafii św. Piotra i Pawła Augustyn Henciński dokonał poświęcenia klasztoru i kaplicy zakonnej. Głównym celem nowo założonej placówki była pielęgnacja osób pozbawionych opieki lekarskiej i domowej oraz utworzenie przedszkola. Siostry zaczęły prowadzić ochronkę dla dzieci w wieku przedszkolnym i sierociniec oraz pracownię robót ręcznych. Od 1899 r., na życzenie władz miasta, zaczęto przyjmować osoby w podeszłym wieku. 
W latach 1912–1913 siostry sprawowały opiekę nad ludźmi starszymi, prowadziły przedszkole i sierociniec, pracowały w szpitalnym ambulatorium, prowadziły pracownię robót ręcznych oraz pielęgnację chorych w ich domach. W 1925 r. do budynku sierocińca zostały dobudowane obszerne sale dla przedszkolaków. W czasie II wojny światowej zostało zlikwidowane przedszkole, zwiększono natomiast opiekę nad osobami starszymi. Po wojnie ponownie otwarto przedszkole, którego funkcjonowanie władze państwowe zakończyły w 1950 r. W tym też roku nadzór nad Zakładem św. Karola Boromeusza przejęło świeckie Zrzeszenie Katolików „Caritas”, z siedzibą w Warszawie. W 1953 r. w klasztorze utworzono Zakład Specjalny, przeznaczony dla osób z upośledzeniem umysłowym. 
Od 1990 r. Zgromadzenie Sióstr św. Karola Boromeusza ponownie przejęło prowadzenie placówki na podstawie umowy z Wojewódzkim Zespołem Pomocy Społecznej, a od 2009 r. z miastem. Klasztor został gruntownie wyremontowany, powstał też kolejny oddział w nowo wybudowanym budynku. Od 1 lipca 2019 r. placówkę przejęła Caritas Archidiecezji Katowickiej i otworzyła Dom Pomocy Społecznej im. św. Antoniego.